# Helmut Billerbeck
Helmut Billerbeck war ein deutscher Rugbyspieler.

## Leben
Er wurde beim TSV Victoria Linden von 1951 bis 1953 drei Mal Deutscher Meister.
Aufgrund seiner Leistungen ehrte der deutsche Bundespräsident Theodor Heuss Helmut Billerbeck am 7. Juni 1953 mit der Verleihung des Silbernen Lorbeerblattes.